# Dominum et Vivificantem
 (mai 2016).
Si vous disposez d'ouvrages ou d'articles de référence ou si vous connaissez des sites web de qualité traitant du thème abordé ici, merci de compléter l'article en donnant les références utiles à sa vérifiabilité et en les liant à la section « Notes et références ».
Dominum et Vivificantem est l'encyclique que le pape Jean-Paul II écrit sur l'Esprit saint en 1986. Elle clôt une série de trois encycliques sur les trois personnes de la Trinité : Redemptor Hominis sur le Fils en 1979 et Dives in Misericordia sur le Père en 1980.

## Plan de l'encyclique

### Première partie:«l'Esprit du Père et du Fils donné à l’Église»
Dans une première partie, Jean-Paul II développe l’idée que l’Esprit est « donné à L’Église » du Père et du Fils. Le discours d'adieu du Christ en saint Jean est son fil conducteur (Jn 14-16). L’Esprit y est à la fois révélé et promis par Jésus (ch.1). Dans ce discours, chaque personne de la Trinité est désignée comme telle. L’Esprit est amour, l’amour intime de Dieu (1 Co 2,10) et l’amour par lequel l’amour de Dieu nous est transmis (Rm 5,5) (ch.2). L’Esprit est le don de Dieu pour notre Salut. Dans le discours d’adieu, Jésus annonce le don de sa vie (Jn 16,14). Il annonce une nouvelle Création, qui, comme la première, sera sous le signe de l’Esprit (Gn 1). C’est par son départ que le don de l’Esprit est possible (ch.3). L’Esprit évoque aussi l’onction du messie, de l’envoyé, annoncé par les prophètes (Is 11,1-3), déjà présent sur les prophètes eux-mêmes (Is 61, 1-2), ce qui se concrétise par des dons (Is 59, 21). L’Esprit est donc associé à l’œuvre du Salut réalisée et annoncée par les prophètes (ch.4). Jésus est annoncé comme venant dans l’Esprit et comme porteur de l’Esprit (Lc 3,16) et il est révélé comme Fils portant l’Esprit (Lc 3,21-22). 
Mais l’Esprit n'est pas seulement extérieur, il est aussi intérieur. Cela se manifeste lorsque le Christ est mené par l'Esprit au désert (Lc 4,1) ou lorsqu’il tressaille sous son action (Lc 10,21) (ch.5). Ainsi, l’Esprit est un don, possédé et donné par le Christ. C’est une « personne-don » (§22) puisqu’il est annoncé comme « un autre » que le Christ (Jn 16,13). La Résurrection révèle la puissance du Christ dans l’Esprit (Rm 1,3-4). Et le don de l’Esprit est un acte majeur du Ressuscité (Jn 20,22). L’envoi du Fils et de l’Esprit se font dans un même mouvement (Jn 16,7) (ch.6). La venue de l’Esprit sur les disciples, à la Pentecôte, marque donc le début de l’Église (ch.7).

### Deuxième partie:«l'Esprit qui met en lumière le péché du monde»
Dans une seconde partie, Jean-Paul II expose comment l’Esprit « met en lumière le pécher du monde ». Pendant le discours d’adieu, Jésus annonce que l’Esprit manifestera le péché du monde et le jugement à venir (Jn 16, 8-11) (ch.1). De même, à la Pentecôte, le discours des disciples dénonce-t-il l’incrédulité des concitoyens (ch.2). En effet, l’Esprit qui connaît les profondeurs de l’homme dans ce qu’il a de plus originaire, connaît son péché originel (ch.3). Mais c’est aussi lui qui sauve du péché en « transformant la souffrance en amour sauveur » (§ 39, ch.4). Donné par la croix du Christ, il nous appelle à purifier nos consciences (ch.5). On comprend alors mieux la gravité du péché contre l’Esprit, qui consiste à « refuser de recevoir le salut que Dieu offre » (§ 46, ch.6).

### Troisième partie:«l'Esprit qui donne la vie»
Dans une troisième partie, Jean-Paul II évoque « l’Esprit qui donne la vie ». Il annonce alors le Jubilé de l’an 2000 comme un jubilé de l’Esprit. Car c’est par l’Esprit que le Christ est conçu (ch.1). C’est en lui que la grâce s’est manifestée (ch.2). C’est lui qui vient élever l’homme dans ses conflits entre chair et esprit (ch.3). Il vient affermir l’homme intérieur (ch.4). Il fait de l’Église le « sacrement de l’union intime avec Dieu » (§61, ch.5). C’est en lui que la relation à Dieu se fait nuptiale (ch.6).